# AGS Kastorias
El Athlītikos Gymnastikos Syllogos Kastorias (grec: Αθλητικός Γυμναστικός Σύλλογος Καστοριάς) és un club esportiu grec de la ciutat de Kastorià.

## Història
El club va néixer el 1963 quan tres clubs locals, Aris, Atromitos i Orestias, es fusionaren. El seu major èxit fou la Copa grega guanyada la temporada 1979-80.
Trajectòria a la lliga grega:
- 1963-74: Segona divisió
- 1974-83: Primera divisió
- 1983-92: Segona divisió
- 1992-95: Tercera divisió
- 1995-96: Segona divisió
- 1996-97: Primera divisió
- 1997-98: Segona divisió
- 1998-99: Tercera divisió
- 1999-02: Quarta divisió
- 2002-04: Tercera divisió
- 2004-09: Segona divisió
- 2009-10: Tercera divisió
- 2010-12: Quarta divisió
- 2012-13: A' categoria E.P.S. Kastorias
- 2013-15: Tercera divisió
- 2015-17: A' categoria E.P.S. Kastorias

## Palmarès
- Copa grega de futbol:
  - 1979-80

## Futbolistes destacats
- Kiriakos Karataidis
- Antonis Minou
- Georgios Paraschos
- Nikos Sarganis